# Wigerig
Wigerig (auch Wigeric, Wigerich) war ein Metallhandwerker der Merowingerzeit im späten 6./ frühen 7. Jahrhundert.
Er ist einzig durch die Nennung seines Namens in der lateinischen Inschrift auf der Rückseite einer reich dekorierten, silbervergoldeten Bügelfibel bekannt. Die Inschrift endet mit der Bemerkung „WIGERIG EET“, wohl Verschreibung für „WIGERIG FET“ (FET statt „FECIT“, „hat gemacht“). 
Die Fibel wurde in 1881 einem reich ausgestatteten alamannischen Grab einer Frau in einem Reihengräberfeld in Wittislingen (Landkreis Dillingen an der Donau, Schwaben) gefunden. Als sie um die Mitte des 7. Jahrhunderts in dieses Grab gelangte, war sie bereits ein „Altstück“. Sie wurde wahrscheinlich in einer rheinischen Werkstatt zwischen Worms und Köln angefertigt. Die Fibel bildet sowohl in künstlerischer Hinsicht wie durch ihre Herstellersignatur ein Einzelstück. 